# Općina Šmartno ob Paki
Općina Šmartno ob Paki (slo.:Občina Šmartno ob Paki) je općina u sjevernoj Sloveniji u pokrajini Štajerskoj i statističkoj regiji Savinjskoj. Središte općine je naselja Šmartno ob Paki s 594 stanovnika.

## Zemljopis
Općina Šmartno ob Paki nalazi se u sjevernom dijelu Slovenije, odnosno u zapadnom dijelu Štajerske. Središnji dio općine je u dolini rijeke Pake. Zapadni i istočni dio općine je planinski. Na zapadu se izdižu Savinjska Alpe.
U nižem dijelu općine prevladava umjereno kontinentalna klima, a u višem dijelu njena oštrija, planinska varijanta. Najvažniji vodotok u općini je rijeka Paka. Svi ostali vodotoci su mali i njeni su pritoci.

## Naselja u općini
Gavce, Gorenje, Mali Vrh, Paška vas, Podgora, Rečica ob Paki, Skorno, Slatina, Šmartno ob Paki, Veliki Vrh

## Vanjske poveznice
- Službena stranica općine